# Aphis magnoliae
Aphis magnoliae är en insektsart. Aphis magnoliae ingår i släktet Aphis och familjen långrörsbladlöss. Inga underarter finns listade i Catalogue of Life.